# Bimby
Bimby (Thermomix fuori dall'Italia e dal Portogallo) è un multicooker prodotto dall'azienda tedesca Vorwerk.

## Cronologia dei modelli

### Bimby VM2000
La distribuzione del primo modello di Bimby, il VM2000, fu avviata nei primi anni '70 inizialmente in Francia, e in seguito in Spagna e Italia dove, utilizzato presso una famosa clinica come omogeneizzatore, prese il nome di Bimby. Esso fu soprannominato "mixer zuppa", ed era costituito da un boccale di un litro di capienza, un coperchio, un misurino, una manopola per regolare la velocità, una per regolare la temperatura, e una spatola che consentiva di mescolare all'interno del boccale mentre l'apparecchio era in funzione (evitando il contatto con il gruppo coltelli).

### Bimby VM2200
Il secondo modello di Bimby, chiamato VM2200, fu lanciato in commercio negli anni '70, e distribuito in Italia a partire dal 1978. Di colore arancione, le migliorie rispetto al modello precedente furono la presenza del cestello (accessorio utile per cuocere le pietanze evitando il contatto con le lame) e l'inclusione di un thermos denominato "Vorwerk Thermopot".

### Bimby TM3300

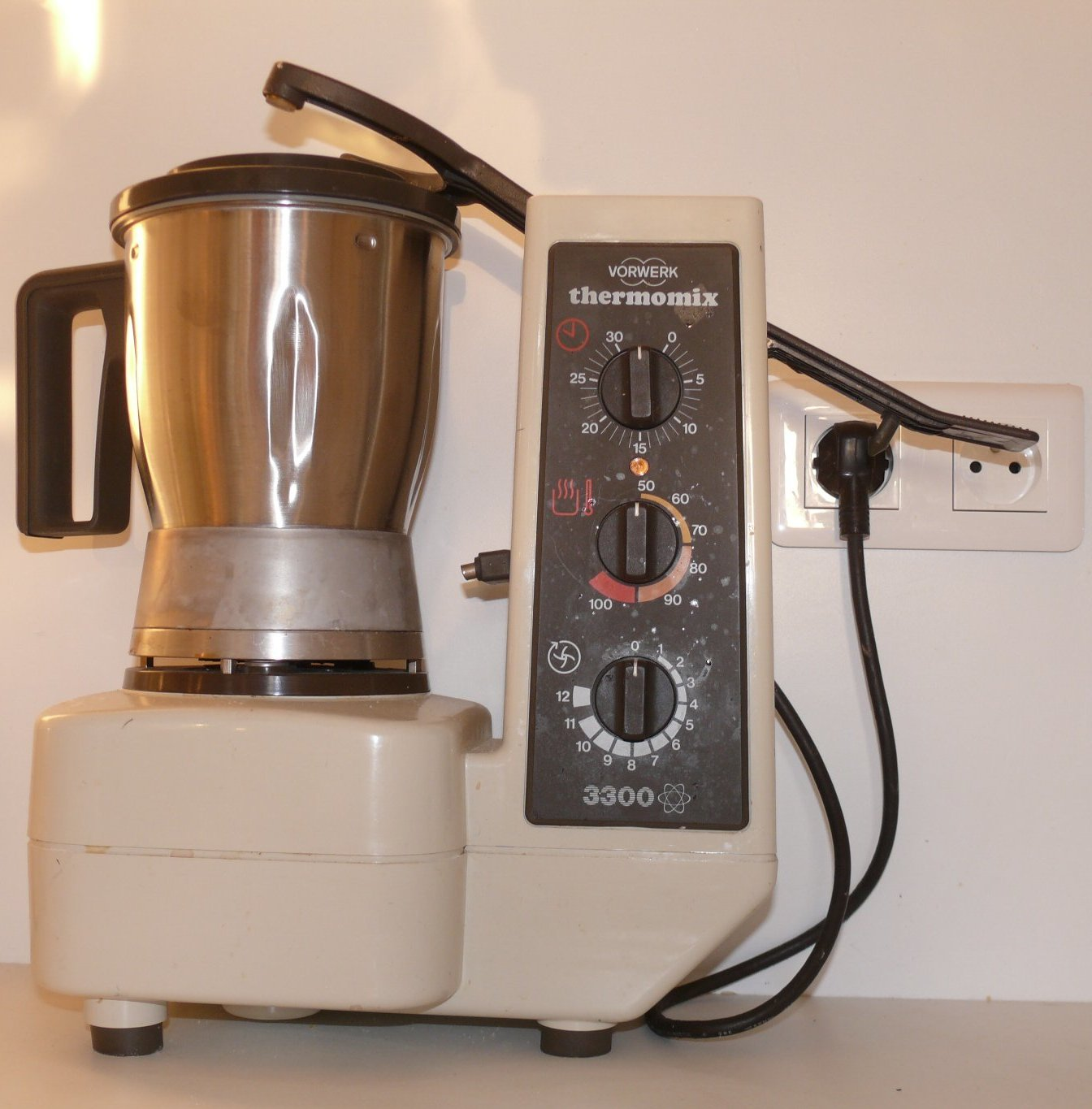
Bimby TM 3300 (1982)

Il terzo modello di Bimby (TM3300), distribuito a partire dal 1981, presenta parecchie differenze rispetto al precedente: una base a L più solida, il boccale con capienza portata a 1,5 litri, la manopola del timer (fino a 30 minuti, con arresto automatico al termine, solo per preparazioni a caldo), dodici velocità (fino a 7200 giri/minuto), la potenza di 1450 W, la temperatura impostabile da 50 °C a 100 °C e infine la protezione contro il surriscaldamento.

### Bimby TM21

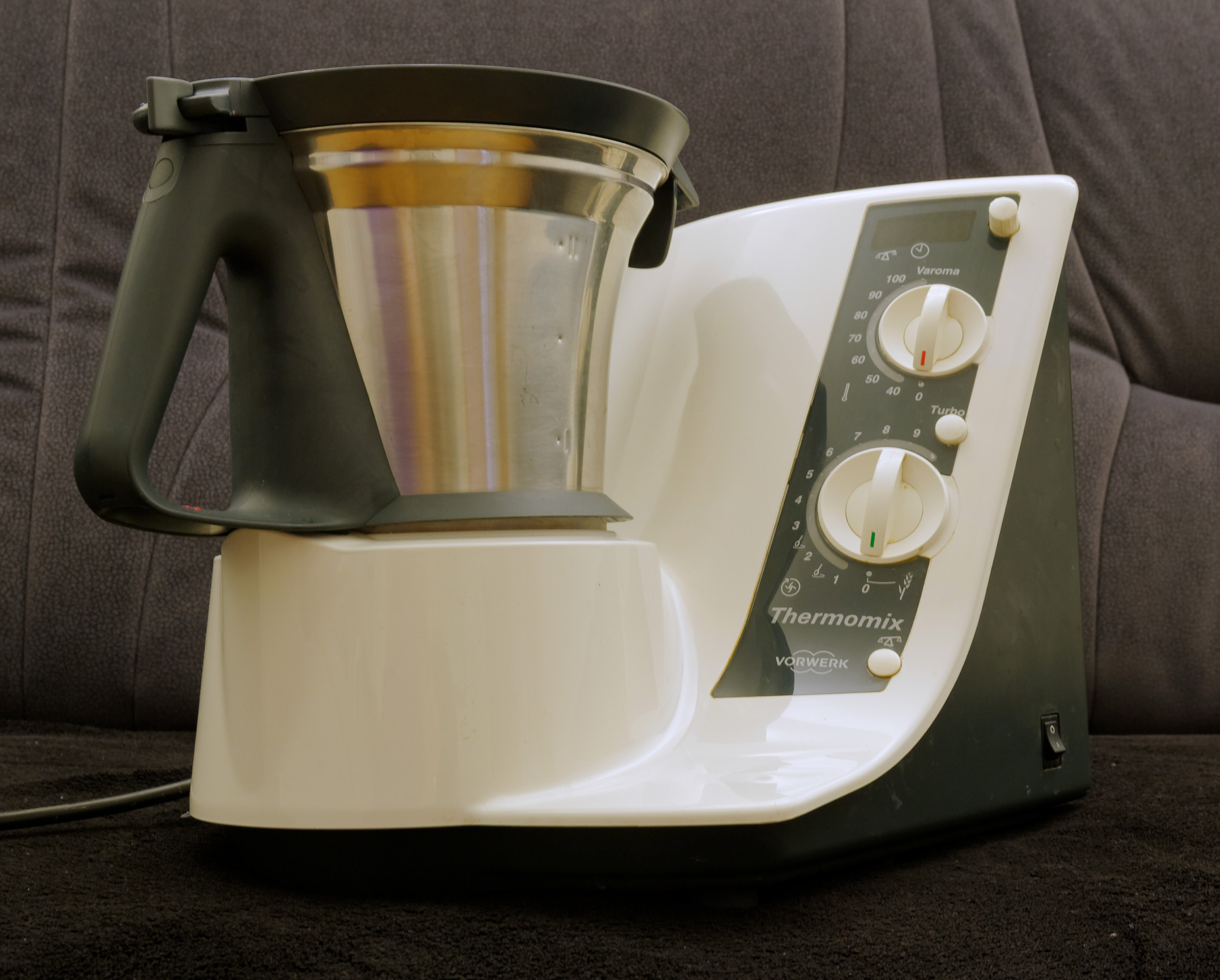
Bimby TM 21 (1996)

Il quarto modello di Bimby (TM21), introdotto nel mercato nel 1995, si differenzia dal precedente per un rinnovato design, per il "Varoma" (strumento per la cottura a vapore), la maggiore velocità di rotazione delle lame (fino a 10200 giri/minuto), il tasto "Turbo", la funzione "Spiga" (per la preparazione di impasti lievitati come pane e pizza), e la "Farfalla" (utensile per montare alcuni alimenti e cuocere riso). Inoltre è stata introdotta la bilancia elettronica integrata, con una precisione di 10 grammi e display a sette segmenti che funge anche da temporizzatore.

### Bimby TM31

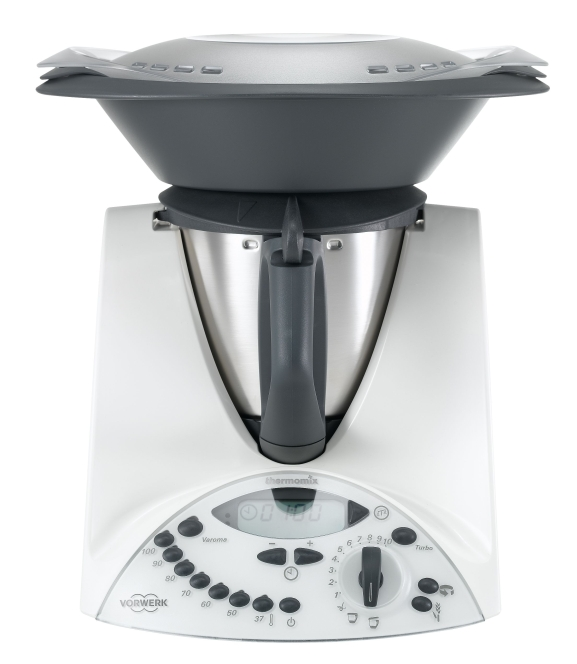
Bimby TM31

Il quinto modello di Bimby (TM31), prodotto nel 2004, presenta numerosi miglioramenti riguardanti l'estetica e il design, inoltre è completamente digitalizzato, costituito infatti da una sola manopola meccanica e da una serie di tasti di dimensioni ridotte. È stata introdotta la funzione "soft" (per un rimescolamento delicato), la funzione "antiorario" (per fare ruotare il gruppo coltelli nel senso contrario, al fine di non tagliare le pietanze con le lame in funzione) e infine è stato sensibilmente migliorato il Varoma e la bilancia, che ha una sensibilità di 5 grammi.

### Bimby TM5

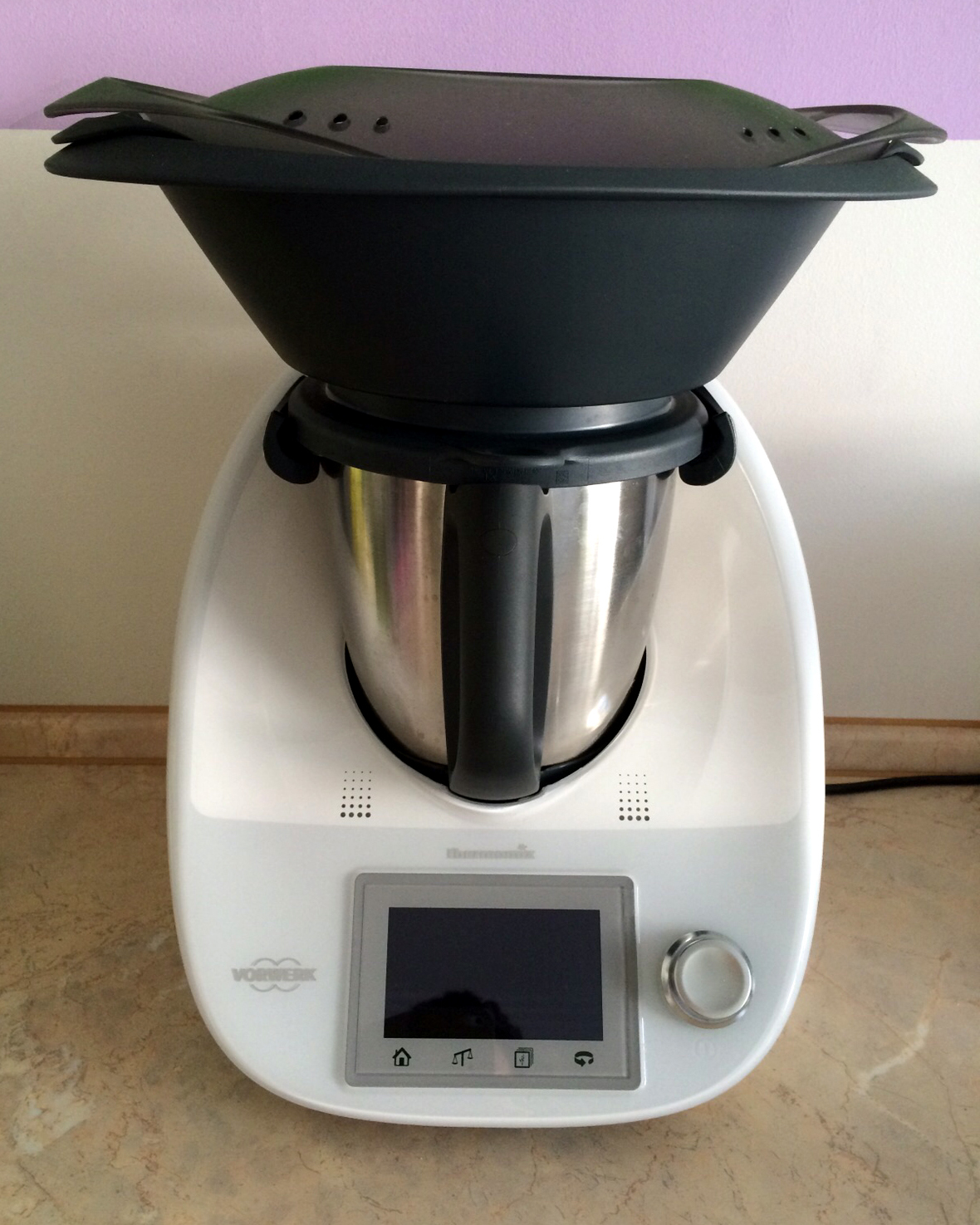
Bimby TM5

Il sesto modello di Bimby è il TM5, commercializzato nel 2014, che propone le seguenti novità:
- nuova interfaccia utente con schermo tattile;
- memoria di archiviazione per le ricette;
- capienza del boccale portata a 2,2 litri;
- possibilità di utilizzare la bilancia anche quando le lame sono in movimento.

Il display tattile supporta l'interazione bidirezionale con l'utente. Il TM5 realizza questa interazione tramite il concetto di ricetta guidata. Con questa modalità l'utente non deve più consultare la ricetta su un libro di cucina, né su nessun altro supporto. La ricetta è nella memoria del Bimby, ed il display suggerisce all'utente uno per uno tutti i passi per esperire la ricetta e realizzare il piatto finito.
Per ogni passo, il display comunica l'ingrediente da inserire nel boccale, ne visualizza il peso, imposta il tempo di cottura, temperatura, la velocità e la modalità delle lame ecc. Inoltre il display guida l'utente nell'inserimento e rimozione degli accessori (es. la farfalla) ed in tutte le altre attività funzionali alla ricetta, come ad esempio l'accensione del forno o la lavorazione di ingredienti al di fuori del Bimby.
Nella prima fase di vendita del TM5 le ricette erano vendute tramite i Bimby Stick.
Si tratta di stick di memoria contenenti un gruppo di ricette. Ogni stick copre un argomento come le ricette vegetariane, quelle stagionali, i dolci basati su ingredienti particolari ecc..
Gli stick si connettono al Bimby ed alla connessione il display è in grado di mostrare all'utente l'elenco delle ricette disponibili in memoria.
Nel novembre 2016 è stata posta in vendita la Cook-Key, il modulo wi-fi che permette al Bimby di collegarsi in rete, con la piattaforma Cookidoo.
Quest'ultimo è un servizio offerto da Vorwerk tramite un portale web.
L'utente si connette al portale Cookidoo ed ha accesso a migliaia di ricette che può esplorare liberamente. Può anche eleggere le sue ricette preferite e le ricette marcate in questo modo, vengono trasferite al Bimby tramite wi-fi e rese subito disponibili per la preparazione guidata dei piatti.
È presente anche una funzione di menù settimanale. Dal portale Cookidoo è possibile scegliere delle ricette ed associarle ai giorni di un calendario, il menù settimanale. Successivamente, quando l'utente è al supermercato, il Cookidoo tramite smartphone riporta tutta la lista della spesa con le corrette quantità da acquistare relativamente al menù impostato.
Un’altra funzione è la funzione frigorifero o svuota-frigo. Tramite questa funzione l'utente comunica al servizio gli alimenti contenuti nel frigorifero con le rispettive quantità, e il servizio suggerisce quali ricette sono compatibili con gli ingredienti segnalati. Questa funzione è un servizio non necessariamente indirizzato al Bimby, è infatti disponibile su diversi siti web di alimentazione e cucina. Tuttavia la funzione presente sul sito del Ricettario Bimby si avvale di un archivio di oltre 28000 ricette tutte realizzate per il Bimby ed aperte ai commenti degli utenti.
Per il TM5 rimane valida la possibilità di gestire tutte le attività manualmente senza nessuna guida.

### Bimby TM6

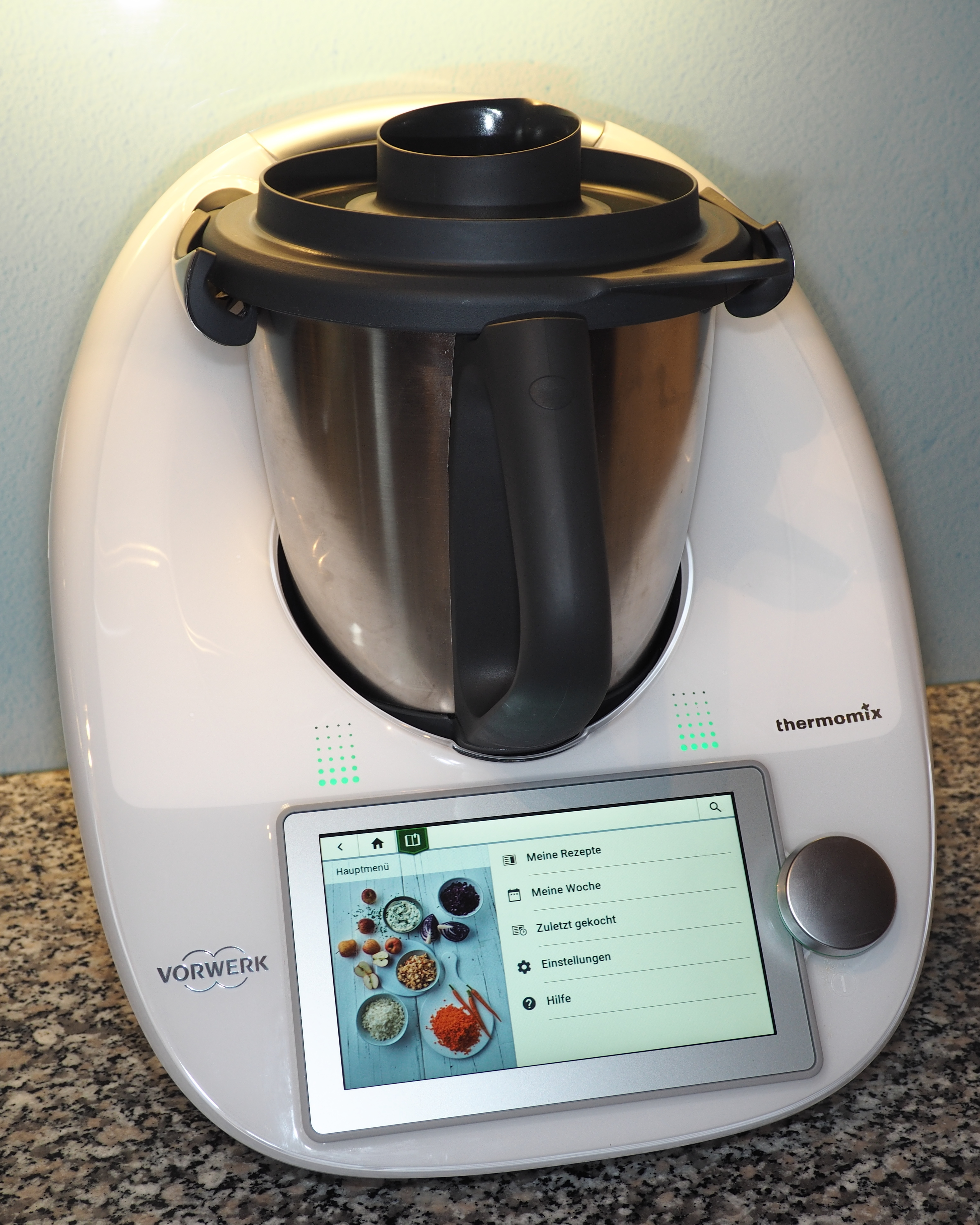
Bimby TM6

Il settimo modello di Bimby è il TM6 ed è stato commercializzato nel 2019 ed attualmente è ancora in vendita. Nel 2020 è stato presentato il suo compagno: il Bimby Friend, compatibile anche con il Bimby TM5. Si presenta visivamente simile al TM5 e ne costituisce un'evoluzione. Con esso condivide principalmente due caratteristiche come la capienza del boccale (2,2 litri) e le dimensioni complessive del corpo macchina.
È presente un display touch-screen più grande, che permette all'utente di visionare i video delle ricette e seguirne le fasi passo dopo passo fino alla completa realizzazione del piatto. La novità rispetto al modello precedente sta nel fatto che i video vengono riprodotti in streaming senza occupare spazio di archiviazione sul TM6 e senza bisogno di collegarsi alla piattaforma Cookidoo tramite app o sito web. La riproduzione del video si arresta automaticamente in attesa della preparazione da parte dell'utente del Bimby.
Nel TM6 il collegamento wi-fi è integrato direttamente all'interno del dispositivo senza bisogno di ricorrere alla Cook-Key.
Un'ulteriore novità introdotta con il TM6 è una maggiore temperatura massima di esercizio, che arriva adesso a 160 °C (320 °F). Questo permette al Bimby di avere una funzione di cottura in più rispetto a quelle offerte dai modelli precedenti: a questa temperatura, infatti, è possibile rosolare gli alimenti ed ottenere preparati a base di caramello.
Con il TM6 è inoltre possibile lasciare lievitare gli impasti e produrre lo yogurt grazie alla nuova funzione di fermentazione che mantiene costante l'umidità e la temperatura all'interno del Varoma. Il mantenimento costante della temperatura permette anche altre due tipologie di cottura: la cottura sottovuoto, per preparazioni morbide e succose e la cottura lenta, per ottenere stracotti o bolliti.
La precisione della bilancia, ha una sensibilità migliore, pari ad 1 grammo, contro 5 grammi dei modelli precedenti.